# Zaclava minima
Zaclava minima är en tvåvingeart som först beskrevs av Roberts 1929.  Zaclava minima ingår i släktet Zaclava och familjen svävflugor. Inga underarter finns listade i Catalogue of Life.